# Jean Novi de Caveirac
L'abbé Jean Novi de Caveirac, né le 16 mars 1713 à Nîmes et décédé en 1782 à Paris, prieur de Cubiérettes, est un défenseur de la cause jésuite.

## Œuvres
On lui doit deux ouvrages qui ont été fort célèbres : 
- L'Apologie de Louis XIV et de son conseil sur la révocation de l’Édit de Nantes, avec une dissertation sur la Saint-Barthélemy, 1758
- l'Appel à la raison, des écrits publiés contre les jésuites de France, 2 vol., 1762